# Saidi Kyeyune
Saidi Kyeyune (ur. 7 listopada 1992 w Kampali) – ugandyjski piłkarz grający na pozycji ofensywnego pomocnika. Jest wychowankiem klubu URA Kampala.

## Kariera klubowa
Swoją karierę piłkarską Kyeyune rozpoczął w klubie URA Kampala. W sezonie 2010/2011 zadebiutował w jego barwach w pierwszej lidze ugandyjskiej. W 2017 roku był z niego wypożyczony do Proline FC. Wraz z URA Kampala wywalczył mistrzostwo Ugandy w sezonie 2010/2011, dwa wicemistrzostwa w sezonach 2012/2013 i 2020/2021 oraz zdobył dwa Puchary Ugandy w latach 2012 i 2014.

## Kariera reprezentacyjna
W reprezentacji Ugandy Kyeyune zadebiutował 30 listopada 2012 w wygranym 4:0 meczu CECAFA Cup 2012 z Sudanem Południowym, rozegranym w Kampali.